# Montrécourt
Montrécourt település Franciaországban, Nord megyében. Lakosainak száma 227 fő (2022. január 1.). Montrécourt Saulzoir, Haussy és Saint-Aubert községekkel határos.

## Népesség
A település népességének változása:
| Lakosok száma | 236  | 231  | 229  | 224  | 224  | 224  | 224  | 225  | 227  |
|               | 2013 | 2015 | 2016 | 2017 | 2018 | 2019 | 2020 | 2021 | 2022 |